# Jusqu'ici tout va bien (film)
Pour les articles homonymes, voir Jusqu'ici tout va bien.
Pour plus de détails, voir Fiche technique et Distribution.
Jusqu'ici tout va bien est une comédie française coécrite et réalisée par Mohamed Hamidi, sortie en 2019.

## Synopsis
Fred Bartel a eu la « bonne idée » de domicilier son agence de communication Happy Few à La Courneuve en Seine-Saint-Denis, pour obtenir des aides et des exonérations d'impôts. Cependant la véritable agence est située en plein cœur de Paris. Lorsque des contrôleurs fiscaux découvrent la supercherie, Fred est mis devant un dilemme : soit payer les impôts dus, plus les pénalités (1,7 million d'euros) ou aller réellement s'installer à La Courneuve. Il y est contraint, faute de liquidités et part avec ses salariés, tous apeurés par cette « terre inconnue ». Là-bas, Fred et son équipe rencontrent Samy, le jeune banlieusard qui gardait les locaux et la boîte aux lettres en tant que maître-chien et qui rapidement se propose de leur apprendre les codes de ce nouvel environnement. L'installation se passe bon gré mal gré et les projets suivent leur cours. Assez vite l'agence est de nouveau contrôlée par les enquêteurs du fisc, Fred est obligé d'embaucher à la hâte l'équivalent de trente pour cent de personnel parmi les jeunes du coin, soit quatre recrues. Après des entretiens d'embauche, ils réussissent à les dégoter.
Pour avancer, trouver leur place et transformer un nouveau contrat bien plus ambitieux qu'escompté au départ, ils vont tous apprendre à s'adapter, à être encore plus solidaires, à connaître  les ressorts de leur environnement et à lutter pour trouver les bons compromis et les bonnes personnes.

## Fiche technique
Source IMDb
- Titre original : Jusqu'ici tout va bien
- Réalisation : Mohamed Hamidi
- Scénario : Khaled Amara, Mohamed Hamidi et Michaël Souhaité
- Décors : Arnaud Roth
- Costumes : Hadjira Ben-Rahou
- Photographie : Laurent Dailland
- Son : Pierre Excoffier, Édouard Morin et Daniel Sobrino
- Montage : Marion Monnier
- Musique : Ibrahim Maalouf
- Production : Nicolas Duval Adassovsky et Jamel Debbouze
- Sociétés de production : ADNP et KissFilms ; 14e Art Prod, Ten Films, et TF1 Films Production (coproductions) ; La Compagnie Cinématographique et Panache Productions (coproductions étrangères)
- Société de distribution : Mars Distribution (France) ; Les Films Opale (Québec), Pathé Films AG (Suisse romande)
- Budget : 8,4 millions d'euros
- Pays d'origine :  France
- Langue originale : français
- Format : couleur
- Genre : comédie
- Durée : 90 minutes
- Dates de sortie :
  - France : 15 janvier 2019 (Festival international du film de comédie de l'Alpe d'Huez) ; 27 février 2019 (sortie nationale)
  - Suisse romande : 27 février 2019
  - Québec : 19 avril 2019

## Distribution
- Gilles Lellouche : Fred Bartel, le patron
- Malik Bentalha : Samy, le maître-chien
- Sabrina Ouazani : Leïla, le bras droit du patron
- Camille Lou : Élodie, une employée
- Hugo Becker : Mike
- Anne-Élisabeth Blateau : Sidonie
- Loïc Legendre : Gillou, l'informaticien
- Karim Belkhadra : Bibiche, le truand
- Annabelle Lengronne : Mariama, la jeune fille embauchée
- Jeanne Bournaud : Nathalie, l'ex de Fred
- Harmandeep Palminder : Ari, le jeune indien
- Matheo Capelli : le lieutenant Costa
- Grégoire Paturel : Arthur, le fils de Fred et Nathalie
- David Salles : Jean-Mi, le patron du café
- Nassim Si Ahmed : Sadek, l'employé violent
- Jean-Michel Correia : Un des hommes de main de Bibiche
- Djemel Barek : Le père de Samy
- Bouraouïa Marzouk : La mère de Samy
- Philippe Uchan : l'inspecteur des impôts
- Rémy de Vaucorbeil : Bianchi, le second inspecteur des impôts
- Jhon Rachid : candidat speed
- Mahdi Alaoui : candidat caïd
- Alexandre Ionescu : candidat "HEC"
- Thierry Nenez : le serveur de la brasserie

## Production
Lieux de tournage :
- Paris (1er, 2e, 9e, 11e, 15e, 19e)
- Seine-Saint-Denis (Pantin, Aubervilliers, Fort d'Aubervilliers, La Courneuve, Livry-Gargan)
- Val-de-Marne (Fontenay-sous-Bois)

## Accueil

### Critiques
Le site Allociné recense une moyenne des critiques presse de 3,1 étoiles sur 5 et de 3,3 étoiles sur 5 pour les critiques spectateurs.
Parmi les critiques positives, 

- La Croix par Corinne Renou-Nativel :
C’est Gilles Lellouche, décidément incontournable ces temps-ci et qu’on se réjouit une fois encore de retrouver, qui donne à Fred Bartel, cynique sur la voie d’une métamorphose, un dynamisme bonhomme et une faconde chaleureuse. 

- La Voix du Nord par Lucie Vidal :
Une comédie qui ne révolutionne ni le genre ni le propos mais qui est intelligente et sensible. 

- 20 Minutes par Caroline Vié :
Le choc des cultures est bénéfique pour tout le monde dans cette comédie vitaminée, prix du public au Festival de l’Alpe d’Huez et coproduit par Jamel Debbouze. 

- Positif par Olivier De Bruyn :
Si l'ironiquement titré Jusqu'ici tout va bien n'échappe pas à la caricature avec ses personnages monochromes empêtrés dans les problématiques de l'époque, le film a le mérite, dans le registre de la fiction estampillée populaire, de faire preuve d'une habileté scénaristique supérieure à la moyenne. 

- Première par Gaël Golhen :
Une vraie comédie feel good imparable.
Parmi les critiques mitigées, à negatives : 
 - Le Monde, le second long métrage de Mohamed Hamidi est « un divertissement basses calories, alors que la matière est là à portée de main et de talent », estimant que des aspects plus intéressants que le mariage de Fred Bartel comme les réticences de Laïla à revenir dans la ville de son enfance et le personnage de Mariama auraient mérité des développements plus poussés
. 

- Les Fiches du cinéma par Gaël Reyre :
Mohamed Hamidi déçoit avec ce film anodin, ni original, ni vraiment drôle. Les acteurs pourtant ne déméritent pas. 

- Cahiers du cinéma par Quentin Papapietro :
Le point de vue est celui des opulents et de fait, tout se résout par l’argent. 

- Le Figaro par La Rédaction :
Après La vache, Mohamed Hamidi déçoit en offrant un conte sans fées et avec de gentils dealers.

### Box office
Lors de son premier jour d'exploitation, le film réalise 34 638 entrées dans 527 salles et prend la tête des sorties. À la fin de la première semaine à l'affiche, Jusqu'ici tout va bien cumule 280 808 entrées.
Après 6 semaines dans les salles, le film comptabilise 574 039 entrées et près de 4,6 millions d'euros de recettes pour un budget de production avoisinant 8,4 millions d'euros. Ce résultat au box-office ne permet pas de couvrir l'ensemble des frais liés à la production du long-métrage.
| Pays ou région | Box-office      | Date d'arrêt du box-office | Nombre de semaines |
| -------------- | --------------- | -------------------------- | ------------------ |
| France         | 574 039 entrées | 10 avril 2019              | 6                  |
| Total mondial  | 4 586 361 $     | -                          | -                  |

## Distinctions
- Festival international du film de comédie de l'Alpe d'Huez 2019 : Prix du public[4].